# Денисов, Виктор Фёдорович
Виктор Фёдорович Денисов (род. 14 июня 1948, Васильевка, Куйбышевская область) — советский и российский военный лётчик и военачальник, командующий Военно-транспортной авиацией России (1999—2007), генерал-лейтенант.

## Биография
В 1970 году окончил Балашовское высшее военное авиационное училище лётчиков с золотой медалью, в 1980 году — Военно-воздушную академию им. Ю. А. Гагарина, также с золотой медалью.
Прохождение службы:
- г. Кривой Рог, 16 втап (1970—1977), помощник командира экипажа, командир экипажа, командир отряда, заместитель командира эскадрильи, Ан-12БК, лейтенант, старший лейтенант, капитан.
- г. Кривой Рог, 363 Черкасский втап (1977), командир эскадрильи, Ан-12БК, капитан.
- п. Монино, ВВА им. Ю. А. Гагарина (1977—1980), слушатель, майор. ВВА закончил с дипломом с отличием и золотой медалью.
- г. Витебск, 339 втап (1980—1982), заместитель командира полка, Ил-76, подполковник.
- п. Кречевицы, 110 втап (1982—1983), начальник штаба полка, Ил-76М, подполковник.
- г. Кривой Рог, 363 Черкасский втап (1983—1985), командир полка, Ил-76МД, полковник, перевооружение полка.
- г. Кривой Рог, 6 гвардейская Запорожская Краснознаменная втад, 1985 −1987 г.г., заместитель командира дивизии, Ил-76МД, полковник
- С 1987 по 1991 годы — командир 18-й гвардейской Таганрогской Краснознаменной орденов Суворова и Кутузова военно-транспортной авиационной дивизии (штаб — г. Паневежис, Литовская ССР).

Участвовал в ликвидации последствий аварии на чернобыльской АЭС. В период с 1985 по 1989 г. выполнял боевые полеты в Афганистан.
После окончания в 1993 г. Военной академии Генерального штаба ВС РФ был назначен заместителем командующего ВТА. С 1997 года — первый заместитель командующего ВТА. С 1999 по 2007 годы командовал Военно-транспортной авиацией.

### Семья
Сын — Денисов Аркадий, 1971 года рождения. Закончил Балашовское ВВАУЛ в 1992 году, военный лётчик, летал на самолёте Ил-76МД. Женат.
Дочь — Денисова Юлия, 1981 года рождения. Закончила Юридическую Академию, нотариус.
Дочь — Денисова Анна, 2007 года рождения.

## Награды
- Орден Красной Звезды (1984)
- Орден За службу Родине в Вооружённых Силах СССР III степени (1989)
- Орден «За военные заслуги» (1995)
- Орден Дружбы (2000)
- Заслуженный военный лётчик Российской Федерации
- Премия Правительства Российской Федерации за значительный вклад в развитие Военно-воздушных сил (17 декабря 2012) — за организацию и руководство строительством и развитием Военно-воздушных сил на соответствующих командных должностях[1]